# Trofeo Jardín de la República
El Trofeo Jardín de la República o Cuadrangular Jardín de la República 1974 fue un torneo amistoso disputado en Argentina.
El torneo fue disputado en la ciudad de San Miguel de Tucumán. En el torneo se jugó el primer y único superclásico en Tucumán.

## Forma de disputa
Se jugó una semifinal entre Atlético Tucumán y San Martín de Tucumán y otra entre Boca Juniors y River Plate. Los ganadores de la semifinal jugaron la final por el trofeo y los perdedores un partido por el tercer lugar.

## Equipos participantes
| Equipo                | Ciudad                |
| --------------------- | --------------------- |
| Atlético Tucumán      | San Miguel de Tucumán |
| San Martín de Tucumán | San Miguel de Tucumán |
| Boca Juniors          | Buenos Aires          |
| River Plate           | Buenos Aires          |

### Distribución geográfica de los equipos
| Jurisdicción         | Cant. | Equipo                                  |
| -------------------- | ----- | --------------------------------------- |
| Provincia de Tucumán | 2     | Atlético Tucumán, San Martín de Tucumán |
| CABA                 | 2     | Boca Juniors, River Plate               |

## Fase final
|  | Semifinal           | Semifinal           | Semifinal           |   |                  | Final               | Final               | Final               |  |
|  | 16 de abril de 1974 | 16 de abril de 1974 | 16 de abril de 1974 |   |                  | 24 de abril de 1974 | 24 de abril de 1974 | 24 de abril de 1974 |  |
|  |                     |                     |                     |   |                  |                     |                     |                     |  |
|  |                     |                     |                     |   |                  |                     |                     |                     |  |
|  | Atlético Tucumán    | 2                   | (3)                 |   |                  |                     |                     |                     |  |
|  | Atlético Tucumán    | 2                   | (3)                 |   |                  |                     |                     |                     |  |
|  | San Martín          | 2                   | (2)                 |   |                  |                     |                     |                     |  |
|  | San Martín          | 2                   | (2)                 |   | Atlético Tucumán | 1                   | (4)                 |                     |  |
|  |                     |                     |                     |   | Atlético Tucumán | 1                   | (4)                 |                     |  |
|  |                     |                     | River Plate         | 1 | (3)              |                     |                     |                     |  |
|  | Boca Juniors        | 1                   | River Plate         | 1 | (3)              | -                   |                     |                     |  |
|  | Boca Juniors        | 1                   |                     |   |                  | -                   |                     |                     |  |
|  | River Plate         | 2                   | -                   |   |                  |                     |                     |                     |  |
|  | River Plate         | 2                   | -                   |   |                  |                     |                     |                     |  |
|  |                     |                     |                     |   |                  |                     |                     |                     |  |

### Semifinales
| 16 de abril de 1974 | Atlético Tucumán   | 2 - 2 (3 - 2 p.) | San Martín de Tucumán     | Estadio Monumental José Fierro, San Miguel de Tucumán |                          |
|                     | 30', 89' V. Arroyo |                  | 19' Toledo · 42' Calderón | Árbitro(s): A. Ducatelli                              | Árbitro(s): A. Ducatelli |

| 16 de abril de 1974 | River Plate     | 2 - 1 | Boca Juniors | Estadio Monumental José Fierro, San Miguel de Tucumán |                      |
|                     | 13', 26' Morete |       | 90' Letanú   | Árbitro(s): T. Nitti                                  | Árbitro(s): T. Nitti |

### Tercer puesto
| 24 de abril de 1974 | San Martín                   | 2 - 4 | Boca Juniors                         | Estadio Monumental José Fierro, San Miguel de Tucumán |                      |
|                     | 31' Calderón · 67' Marangoni |       | 24', 66' Letanú · 54', 75' Carregado | Árbitro(s): R. Maino                                  | Árbitro(s): R. Maino |

### Final
| 24 de abril de 1974 | Atlético Tucumán | 1 - 1 (4 - 3 p.)           | River Plate | Estadio Monumental José Fierro, San Miguel de Tucumán |                           |
|                     | F.Ruiz · Lencina · V.Filippini · J.Solórzano · J. Bulacio (H Moreno) · M. A. Argüello · O.Espeche · J.Castro · V. Arroyo · J.C.Díaz (J.J.González) · A. González. · 57' A. González |                            | J.A.Pérez; P.Zuccarini, B.Jaúregui (Passarella), H.Pena, H.López; V.Marchetti (R.Carrizo), E.Carranza (F. Mecca), C.Avanzi; E.Mastrángelo, Morete, Pérez. · 88' F. Mecca | Árbitro(s): R. Goicoechea                             | Árbitro(s): R. Goicoechea |
|                     | | Tiros desde el punto penal | |                                                       |                           |
|                     | Arroyo · Solórzano · J. J. González · Argüello · Lencina |                            | Morete · Pena · Avanzi · Passarella · Carrizo |                                                       |                           |

| Campeón Atlético Tucumán |
|                          |